# Juanita
Juanita is de tweede single van Nick MacKenzie, die alleen singles uitgaf. MacKenzie, die als Nick van den Broecke geboren werd, zat in die dagen vrijwel geheel onder vleugels van muziekproducent Jack de Nijs. In deze zelfde periode had Jack de Nijs als Jack Jersey zelf ook succesvolle hitnoteringen met In the still of the night en Papa was a poor man alsmede André Moss met onder andere Ella en Frank & Mirella met onder andere Cher Ami en  Verliefd, Verloofd, Getrouwd.
De co-auteur van dit lied Bastiaan is een pseudoniem voor Chiel Montagne, toen presentator van Op losse groeven, gewijd aan Nederlandse muziek. De single werd uitgegeven in Nederland, België en Duitsland, alwaar het een succes werd.
Jack de Nijs (Jersey) bracht het nummer eind jaren tachtig nog uit in een medley, samen met Peaches on a tree en One is one, als B-kant van Close to you en op het gelijknamige album.

## Hitnotering

### Nederlandse Top 40
| Hitnotering: week 44/1973 t/m week 4/1974 | Hitnotering: week 44/1973 t/m week 4/1974 | Hitnotering: week 44/1973 t/m week 4/1974 | Hitnotering: week 44/1973 t/m week 4/1974 | Hitnotering: week 44/1973 t/m week 4/1974 | Hitnotering: week 44/1973 t/m week 4/1974 | Hitnotering: week 44/1973 t/m week 4/1974 | Hitnotering: week 44/1973 t/m week 4/1974 | Hitnotering: week 44/1973 t/m week 4/1974 | Hitnotering: week 44/1973 t/m week 4/1974 | Hitnotering: week 44/1973 t/m week 4/1974 | Hitnotering: week 44/1973 t/m week 4/1974 | Hitnotering: week 44/1973 t/m week 4/1974 | Hitnotering: week 44/1973 t/m week 4/1974 | Hitnotering: week 44/1973 t/m week 4/1974 |
| Week:                                     | 1                                         | 2                                         | 3                                         | 4                                         | 5                                         | 6                                         | 7                                         | 8                                         | 9                                         | 10                                        | 11                                        | 12                                        | 13                                        |                                           |
| ----------------------------------------- | ----------------------------------------- | ----------------------------------------- | ----------------------------------------- | ----------------------------------------- | ----------------------------------------- | ----------------------------------------- | ----------------------------------------- | ----------------------------------------- | ----------------------------------------- | ----------------------------------------- | ----------------------------------------- | ----------------------------------------- | ----------------------------------------- | ----------------------------------------- |
| Positie:                                  | 26                                        | 15                                        | 11                                        | 9                                         | 6                                         | 5                                         | 5                                         | 7                                         | 7                                         | 11                                        | 20                                        | 23                                        | 27                                        | uit                                       |

### NederlandseDaverende 30
| Hitnotering: 27-10-1973 t/m 18-1-1974 | Hitnotering: 27-10-1973 t/m 18-1-1974 | Hitnotering: 27-10-1973 t/m 18-1-1974 | Hitnotering: 27-10-1973 t/m 18-1-1974 | Hitnotering: 27-10-1973 t/m 18-1-1974 | Hitnotering: 27-10-1973 t/m 18-1-1974 | Hitnotering: 27-10-1973 t/m 18-1-1974 | Hitnotering: 27-10-1973 t/m 18-1-1974 | Hitnotering: 27-10-1973 t/m 18-1-1974 | Hitnotering: 27-10-1973 t/m 18-1-1974 | Hitnotering: 27-10-1973 t/m 18-1-1974 | Hitnotering: 27-10-1973 t/m 18-1-1974 | Hitnotering: 27-10-1973 t/m 18-1-1974 |
| Week:                                 | 1                                     | 2                                     | 3                                     | 4                                     | 5                                     | 6                                     | 7                                     | 8                                     | 9                                     | 10                                    | 11                                    |                                       |
| ------------------------------------- | ------------------------------------- | ------------------------------------- | ------------------------------------- | ------------------------------------- | ------------------------------------- | ------------------------------------- | ------------------------------------- | ------------------------------------- | ------------------------------------- | ------------------------------------- | ------------------------------------- | ------------------------------------- |
| Positie:                              | 29                                    | 23                                    | 15                                    | 11                                    | 5                                     | 6                                     | 6                                     | 7                                     | 8                                     | 9                                     | 20                                    | uit                                   |

### BelgischeBRT Top 30
| Hitnotering: 17-11-1973 t/m 1-3-1974 | Hitnotering: 17-11-1973 t/m 1-3-1974 | Hitnotering: 17-11-1973 t/m 1-3-1974 | Hitnotering: 17-11-1973 t/m 1-3-1974 | Hitnotering: 17-11-1973 t/m 1-3-1974 | Hitnotering: 17-11-1973 t/m 1-3-1974 | Hitnotering: 17-11-1973 t/m 1-3-1974 | Hitnotering: 17-11-1973 t/m 1-3-1974 | Hitnotering: 17-11-1973 t/m 1-3-1974 | Hitnotering: 17-11-1973 t/m 1-3-1974 | Hitnotering: 17-11-1973 t/m 1-3-1974 | Hitnotering: 17-11-1973 t/m 1-3-1974 | Hitnotering: 17-11-1973 t/m 1-3-1974 | Hitnotering: 17-11-1973 t/m 1-3-1974 | Hitnotering: 17-11-1973 t/m 1-3-1974 | Hitnotering: 17-11-1973 t/m 1-3-1974 | Hitnotering: 17-11-1973 t/m 1-3-1974 |
| Week:                                | 1                                    | 2                                    | 3                                    | 4                                    | 5                                    | 6                                    | 7                                    | 8                                    | 9                                    | 10                                   | 11                                   | 12                                   | 13                                   | 14                                   | 15                                   |                                      |
| ------------------------------------ | ------------------------------------ | ------------------------------------ | ------------------------------------ | ------------------------------------ | ------------------------------------ | ------------------------------------ | ------------------------------------ | ------------------------------------ | ------------------------------------ | ------------------------------------ | ------------------------------------ | ------------------------------------ | ------------------------------------ | ------------------------------------ | ------------------------------------ | ------------------------------------ |
| Positie:                             | 29                                   | 7                                    | 14                                   | 3                                    | 2                                    | 2                                    | 1                                    | 1                                    | 1                                    | 3                                    | 1                                    | 4                                    | 7                                    | 14                                   | 28                                   | uit                                  |